# Echinghen
Echinghen település Franciaországban, Pas-de-Calais megyében. Lakosainak száma 377 fő (2022. január 1.). Echinghen Saint-Martin-Boulogne, Isques, Saint-Léonard és Baincthun községekkel határos.

## Népesség
A település népességének változása:
| Lakosok száma | 367  | 384  | 399  | 390  | 386  | 387  | 384  | 380  | 377  |
|               | 2013 | 2015 | 2016 | 2017 | 2018 | 2019 | 2020 | 2021 | 2022 |